# جیوسپه مورو
جیوسپه مورو (به ایتالیایی: Giuseppe Moro) بازیکن فوتبال و اهل ایتالیا است

## تیم ملی
از سال ۱۹۴۹ میلادی عضو تیم ملی فوتبال ایتالیا بوده و در ۹ بازی ملی حضور داشته‌است. او در بازی‌های ملی‌اش ۱۰ گل دریافت کرد.
جیوسپه مورو آخرین بازی ملی خود را در سال ۱۹۵۳ میلادی انجام داد.